# Becerreá
Becerreá è un comune spagnolo di 2 827 abitanti situato nella comunità autonoma della Galizia.